# Casilda Fernández de Henestrosa
Casilda Fernández de Henestrosa, duchessa di San Mauro, (in spagnolo: Casilda Fernández de Henestrosa y Salabert) (Madrid, 18 settembre 1888 – Madrid, 5 agosto 1987), è stata una nobildonna spagnola.

## Biografia
Era la figlia di Mariano Fernández de Henestrosa, duca di Santo Mauro e conte de Estradas, e di sua moglie, Casilda de Salabert, contessa de Ofalia.
Nonostante fosse la maggiore tra i suoi fratelli, Casilda perse i diritti di successione, con la nascita di suo fratello Rafael per essere l'unico maschio.

## Matrimonio
Sposò, il 27 novembre 1912, Mariano de Silva-Bazán, marchese di Santa Cruz de Mudela, marchese del Viso e marchese di Villasor. Ebbero tre figli:
- Casilda de Silva (1914-2008), sposò José de Fernández-Villaverde, ebbero quattro figli;
- Álvaro de Silva (1916-1944);
- María Luisa de Silva.

Nel 1936 ereditò i titoli di suo fratello, morto senza eredi. Nel 1945 suo marito morì e i suoi titoli passarono alla figlia Casilda.

## Morte
Casilda morì a Madrid il 5 agosto 1987, all'età di 98 anni, ed i suoi titoli passarono alla figlia Casilda.